# Галактион и Епистима

Преподобномученики Галактион и Епистима. Фрагмент иконы «Минея на ноябрь». Начало. XVII века.

Галактион и Епистима (III век, Финикия) — христианские святые преподобномученики и подвижники. День памяти: 18 ноября нового стиля.

## Биография
По преданию житие Галактиона и Епистимы составил Евтолмий, раб тестя Галактиона. Текст жития включён в «Минеи» Симеона Метафраста и в «Менологий» Василия II Македонянина. Позже этот назидательный рассказ вошёл в состав древнерусского Пролога под 5 ноября; а в XVI веке он был включён в «Великие Минеи-Четьи» митрополита Макария. Некоторые авторы проводят связь между этим житием и романом «Левкиппа и Клитофонт», написанным Ахиллом Тацием во II или III веке нашей эры.

## Иконография

Мученическая смерть Галактиона и Епистимы
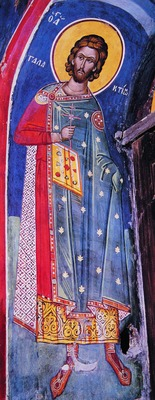
Мч. Галактион. Фреска монастыря Дионисиат на Афоне, середина XVI века
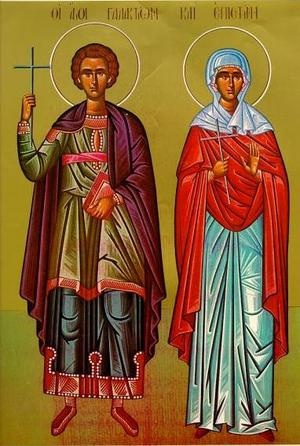
Икона Галактиона и Епистимы
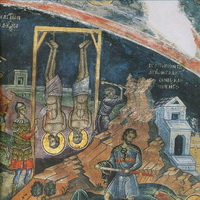
Муки и смерть Галактиона и Епистимы
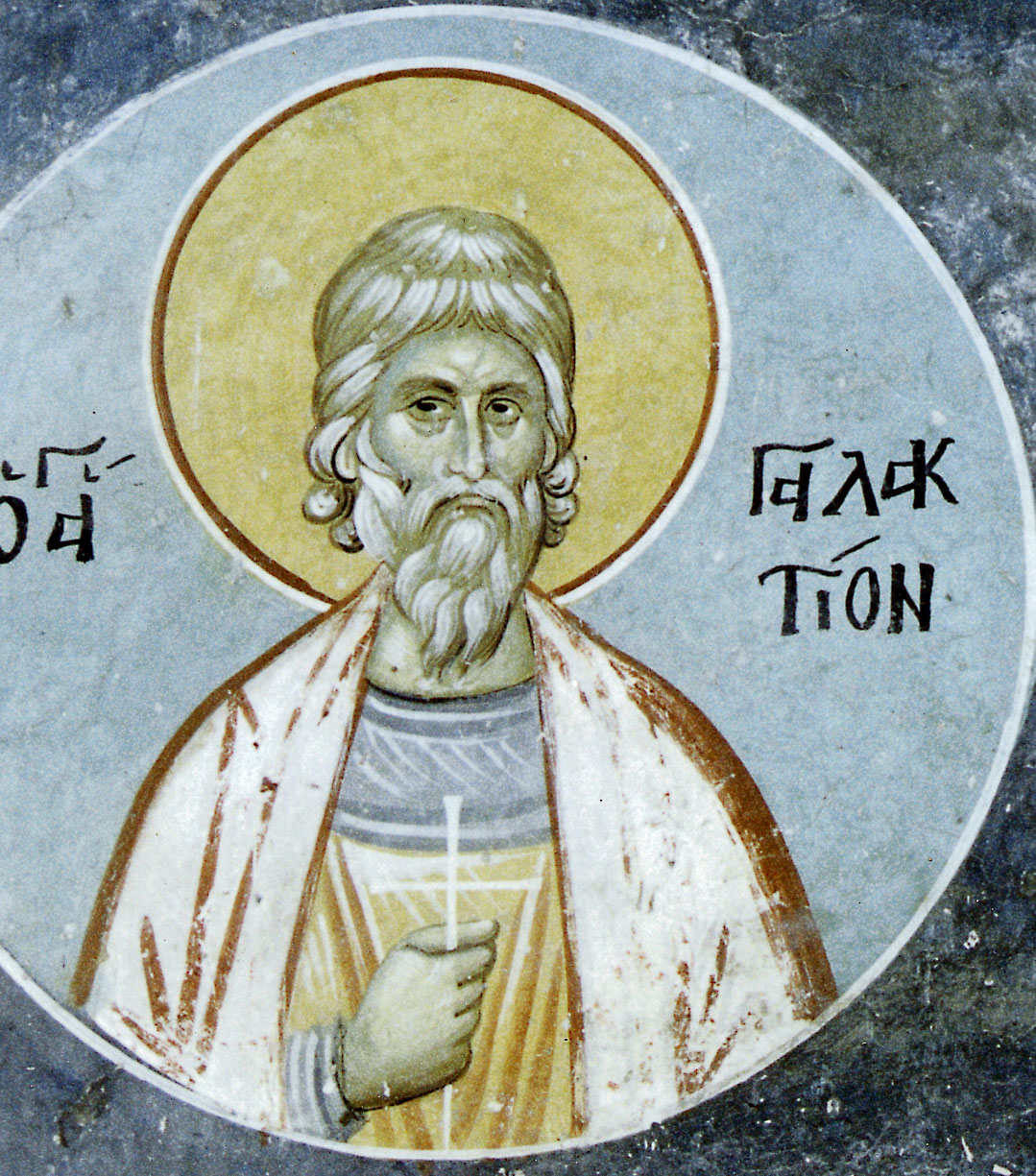
преподобномученик Галактион
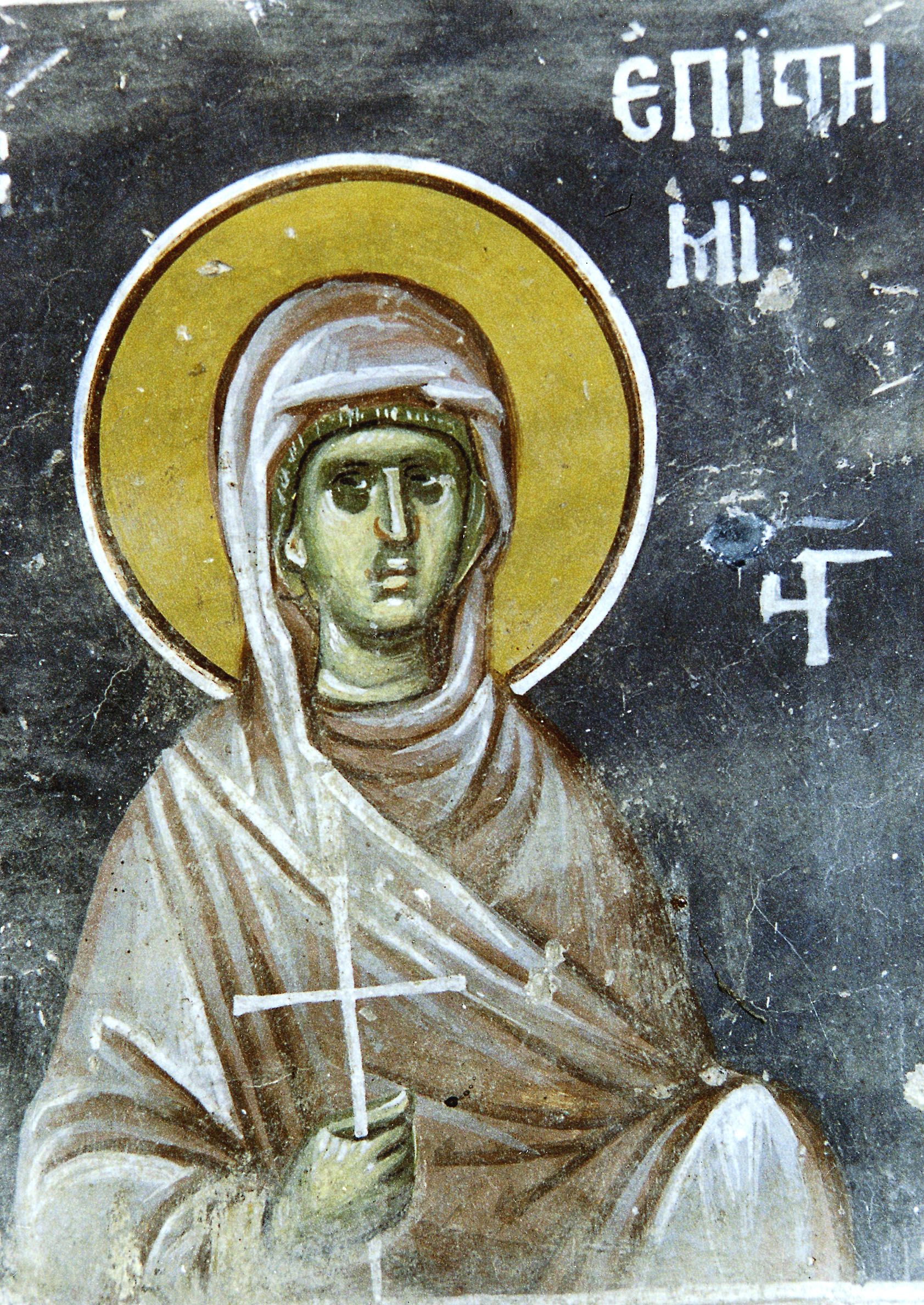
преподобномученица Епистима